# Andropogon scabriglumis
Andropogon scabriglumis är en gräsart som beskrevs av Jason Richard Swallen. Andropogon scabriglumis ingår i släktet Andropogon och familjen gräs. IUCN kategoriserar arten globalt som starkt hotad.
Artens utbredningsområde är Ecuador. Inga underarter finns listade i Catalogue of Life.